# Erdős Imre Pál
Erdős Imre Pál, szakirodalomban gyakran Erdős I. Pál (Nántű, 1916. november 2. – Szatmár, 1987. november 17.) magyar grafikus és festő. Édesanyja, Erdősné Reismann Irma neves riporter volt.

## Életpályája
Középiskolai tanulmányait Szatmáron végezte, korán jelentkező festői és rajzolói tehetségét előbb a nagybányai festőiskolában – Thorma János, Krizsán János és Mikola András tanítványaként –, majd Budapesten fejlesztette, ahol különösen Molnár C. Pál szürrealisztikus, majd újklasszicista szimbolizmusa hatott művészi látásmódjának kialakítására.
Fametszetei (1936) és párizsi képei (1938) album alakban Szatmáron jelentek meg. Párizsi albumának ajánló sorait Molnár C. Pál írta. Későbbi időszakból származó portréi: a Művészek álarc nélkül c. album (Budapest, 1942) eredeti színészarcképeket tartalmaz, a Ceruzával a toll mestereinél  (Ignácz Rózsa előszavával, Budapest, 1942.) többek közt Babits Mihály, Csathó Kálmán, Móricz Zsigmond, Szabó Dezső, Veres Péter, Zilahy Lajos aláírásukkal hitelesített portréit közli.
1944-ben zsidó származása miatt Auschwitzba deportálták. Bár megmenekült, de életre
szóló sérülést szenvedett. Művészi pályafutását a romániai Szatmáron kezdte újra, ahol 1946-ban önarcképsorozatával jelentkezett.
Grafikusi pályája 1945 után bontakozott ki. Fény és árnyék c. önarcképsorozata (Szatmár, 1946.) Benedek Marcell előszavával jelent meg album formában, később avasi és máramarosi rajzkompozíciókkal jelentkezett.
Tervezett könyvborítókat, román és magyar költők verseit illusztrálta, a romániai magyar művelődési és napisajtó állandó munkatársa volt. Festményei és metszetsorozatai mellett jelentősek könyvborítói, könyvillusztrációi és újságrajzai is.

## Társasági tagság
- Romániai Képzőművészek Országos Szövetsége (alelnök, 1977)

## Díjak, elismerések
- Állami díj (1963)
- Művészet Érdemes Mestere-díj (1964)